# Смауг
Смауг (англ. Smaug, [smaʊɡ]; в некоторых переводах используется имя Смог) — в легендариуме Дж. Р. Р. Толкина огнедышащий крылатый дракон, главный антагонист повести «Хоббит, или Туда и обратно». Известен тем, что в 2770 году Третьей эпохи Средиземья уничтожил город Дейл и овладел сокровищами гномов Одинокой Горы. В 2941 году, разгневанный появлением в его владениях отряда под предводительством Торина Дубощита (это были тринадцать гномов и хоббит Бильбо Бэггинс), Смауг решил уничтожить Эсгарот — город людей на Долгом озере, но был сражён Бардом из рода Гириона, властителя Дейла.
При создании образа дракона Джон Р. Р. Толкин использовал мотивы из скандинавской мифологии и англосаксонской литературы. Исследователи отмечают его сходство с Фафниром, персонажем «Саги о Вёльсунгах», и драконом из поэмы «Беовульф». Смауг непосредственно связан с одной из основных тем повести Толкина — алчностью, которую вызывает охраняемое им золото.

## Имя
Толкин отметил, что «дракону в качестве имени — или, скорее, псевдонима — досталась форма прошедшего времени древнегерманского глагола smugan, „протискиваться в дыру“: филологическая шуточка низкого пошиба». По мнению Томаса Шиппи, это имя могло быть взято из таинственного выражения sm’eah-wyrm (др.-англ.  «проникающий червь»), которое присутствует в англосаксонском тексте X века «Bald's Leechbook», и древнеанглийского заклинания wið sméogan wyrme — «от червя проникающего». Слово sméogan родственно древнескандинавскому глаголу smjúga, формой прошедшего времени которого является smaug, «он ползал». Шиппи добавляет, что это имя отражает ум дракона, так как древнеанглийское слово sméagan также означает «вникать», а в форме прилагательного — «искушённый, искусный», что соответствует Смаугу, который, «по сравнению с остальными персонажами „Хоббита“, наиболее хитроумен».
По словам американского лингвиста Марка Хукера, ещё до того, как он ознакомился с разъяснением Толкина, он сформулировал собственный вариант этимологии имени — от праиндоевропейского корня smeug(h)-/smeuqh-, от которого произошли слова на разных языках индоевропейской семьи, означающие «дым» (англ. smoke, прагерм. smauk, средневерхненемецкое smouch, древнеголландское smooc, древнелитовское smáugiu) и «дракон» (церк.-слав. смокъ, древнечешск. и пол. smok).
Вопрос о правильном произношении имени дракона на английском языке является предметом дискуссии. Марк Хукер отмечает, что Кристофер, сын Дж. Р. Р. Толкина, произносит его, как [smowg].
Имя дракона также связано с настоящим именем Голлума — Смеагол, которое происходит от древнеанглийского слова smygel (др.-англ.  «нора», «место, в которое вползают»); его Толкин также использовал в слове «смиал» (др.-англ. smial), которым хоббиты называли свои наиболее крупные норы. Настоящее имя Смауга на языке Дейла, Трагу (англ. Tragu), таким же образом связано с подлинным именем Смеагола на вестроне — Трахальд (англ. Trahald, переводится как «рытьё нор, ввинчивание вглубь»).
В Приложениях к «Властелину Колец» дракон упоминается как Смауг Золотой (англ. Smaug the Golden). Во время разговора с драконом Бильбо называет его различными прозвищами: «Смауг Ужасный», «Смауг, Приносящий погибель», «Смауг Могущественный», «Смауг Безмерно богатый», «Смауг Непроницаемый», «Ваше Великолепие».

## Характеристика

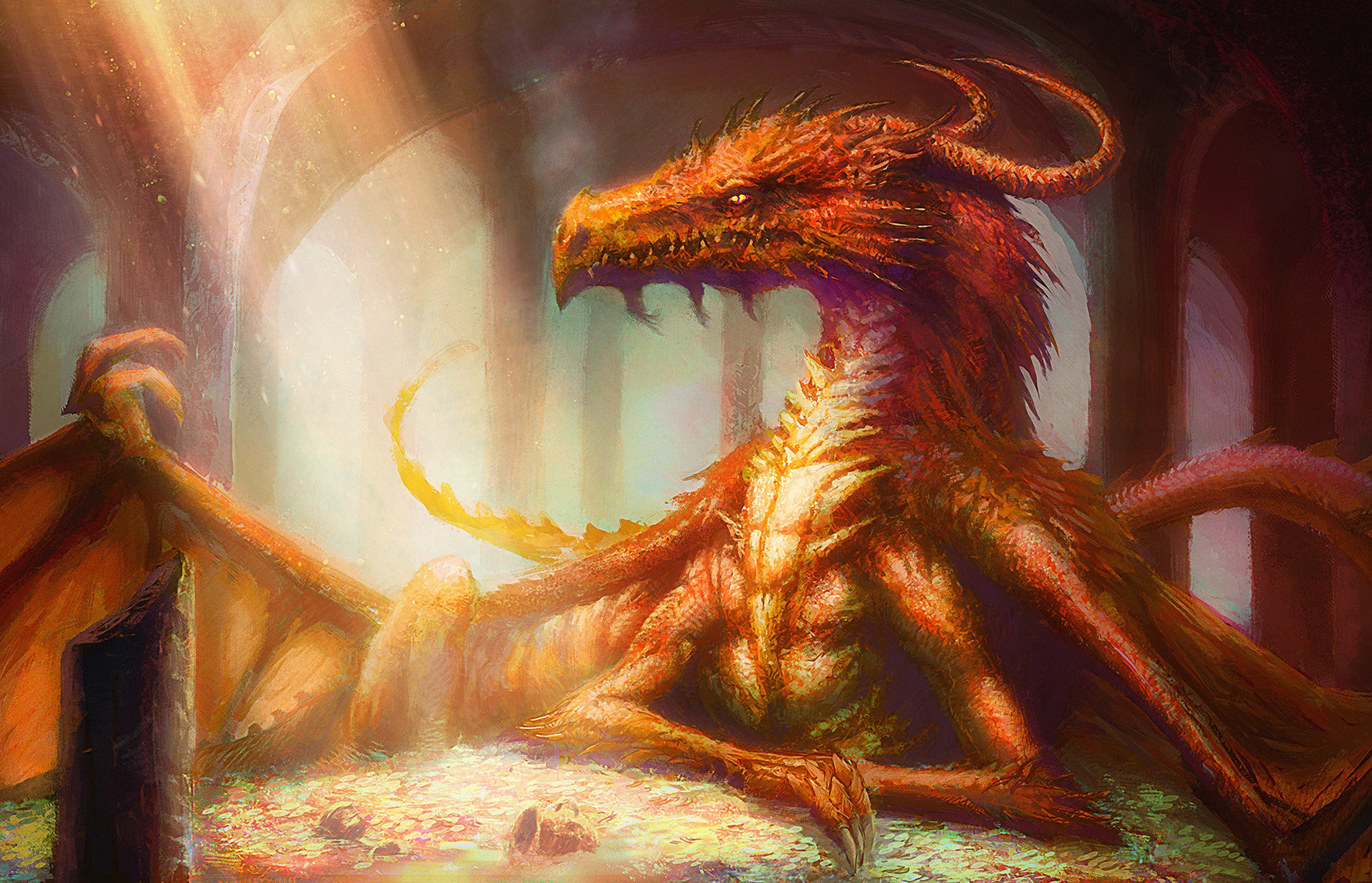
Смауг

Смауг — крылатый дракон золотисто-красного цвета. Он описывается как «особенно жадный, сильный и отвратительный», «самый большой из всех живших тогда драконов». В первой главе «Хоббита» сказано, что в то время, когда Смауг был молодым драконом, его рост уже превышал пять футов. Согласно «Атласу Средиземья» Карен Уинн Фонстад, длина Смауга составляет около 60 футов (18,3 м). Помимо способности к полёту, как и многие драконы, он может выдыхать пламя, удары его хвоста сравнимы с ударами тарана в руках великанов. Когда Бильбо нечаянно даёт ему возможность узнать о местонахождении своего лагеря, Смауг использует свой мощный хвост, чтобы обрушить на него и гномов скалу и похоронить их под обломками.
Смауг обладает «драконьими чарами», и каждый раз, когда он смотрел в сторону невидимого Бильбо, последний испытывал желание выдать себя и рассказать ему всё. Дракон имеет своеобразную слабость — он любит загадки и не может устоять перед желанием разгадать их, — а разгадывая, интуитивно приходит к верному решению. Ему свойствен саркастический юмор. Согласно Томасу Шиппи, Смауг разговаривает в стиле, который напоминает «агрессивно-вежливую изысканность, характерную для представителей британского „высшего общества“». Используя своё красноречие, он пытался убедить Бильбо (и поначалу даже небезуспешно), что гномы обманывают его и он ничего или почти ничего не получит за свои услуги «взломщика».
В книге «Дорога в Средиземье» Томас Шиппи характеризует образ дракона следующим образом:

Парадоксы, колебания между звериным и интеллектуальным поведением, контраст между скрипучей вежливостью в речах и примитивным злорадством, которое он испытывает, убивая, — всё это привносит в образе Смауга то «коварство», которое и является его главной характеристикой…
Оригинальный текст (англ.)The paradoxes, the oscillations between animal and intelligent behaviour, the contrast between creaky politeness of speech and plain gloating over murder, all help to give Smaug his dominant characteristic of «wiliness»…
— Shippey, T. A. The bewilderment of Smaug // The Road to Middle-earth — P. 83

## Литературная биография
Во время правления короля Трора королевство гномов Эребора было известно своим богатством, что привлекло внимание Смауга Золотого, одного из драконов Севера. В 2770 году Третьей эпохи он уничтожил королевство Под Горой и разрушил расположенный рядом город людей Дейл. Трору вместе с сыном Траином и внуком Торином во время нападения дракона удалось спастись, и они впоследствии поселились в Синих горах.
В 2841 году Траин решил вернуться в Эребор. Во время путешествия на восток он был схвачен Сауроном и заключён в крепости Дол Гулдур. В 2850 году Гэндальф побывал в крепости, где обнаружил умирающего Траина и убедился в том, что Саурон вернулся. Гэндальф опасался, что Саурон отправит войска на север для восстановления королевства Ангмар. При этом в северном Рованионе отсутствовали силы, которые могли бы остановить его. Кроме того, Гэндальф предполагал, что Саурон может использовать дракона в качестве союзника в войне.
В марте 2941 года Гэндальф встретил Торина в Бри. Во время разговора, который состоялся в Синих горах, Гэндальф убедил его отказаться от войны с драконом и организовать тайный поход. Также он посоветовал взять с собой хоббита Бильбо Бэггинса в качестве взломщика, объяснив это тем, что Смаугу незнаком запах хоббитов.
Отряд Торина достиг Одинокой Горы осенью 2941 года. После продолжительных поисков гномы обнаружили потайную дверь, ведущую вглубь горы. Бильбо отправился внутрь и, дойдя до конца туннеля, оказался в сокровищнице гномов, в которой спал дракон. Заметив, что брюхо дракона от лежания на сокровищах покрылось драгоценными камнями, Бильбо взял стоявшую в пещере большую чашу и вернулся к гномам. Проснувшись, Смауг обнаружил пропажу. В ярости он покинул сокровищницу и обыскал склоны горы в поисках вора, но гномы и Бильбо успели спрятаться в туннеле. Поймав шестерых пони, принадлежавших отряду, Смауг вернулся в пещеру. Бильбо решил во второй раз отправиться туда, надеясь, что дракон заснул. Надев волшебное кольцо и став невидимым, он спустился в логово дракона. Несмотря на невидимость, Смауг почуял хоббита. После разговора, во время которого Смауг попытался узнать больше о хоббите и его спутниках, Бильбо скрылся бегством, успев заметить, что дракон имеет изъян в своей броне из драгоценных камней, о чём сообщает гномам. Дрозд, который находился рядом с гномами, услышал рассказ Бильбо, а затем улетел в Эсгарот (Озёрный Город). Тем временем Смауг покинул своё логово и попытался уничтожить гномов, разрушая склоны горы, после чего отправился к Озёрному Городу с целью отомстить его жителям, которые, как он узнал из разговора с Бильбо, оказали помощь гномам во время похода.
Лучники Озёрного Города пытались стрелять в дракона, но не смогли причинить ему вреда. Смауг поджёг и разрушил часть домов в Эсгароте, в том числе городскую ратушу, прежде чем дрозд сообщил сведения о его уязвимости Барду, капитану лучников и наследнику престола Дейла. Бард использовал чёрную стрелу, выкованную в кузнице короля Под Горой, поразив Смауга в единственное слабое место на груди, там где была прореха в драгоценной броне. Дракон упал на Эсгарот, окончательно разрушив построенный на озере город. После смерти Смауга его тело осталось лежать на дне Долгого озера, и, хотя драгоценные камни из его шкуры продолжали сверкать, никто не осмеливался их извлечь.

## Создание и развитие
Точно не известно, когда Толкин начал писать «Хоббит, или Туда и обратно». Джон Рейтлифф в «Истории „Хоббита“» предполагает, что работа над ней началась не ранее лета 1930 года. В первой рукописи «Хоббита», «Фрагменте Прифтана», дракон появляется под именем Прифтан (валл. Pryftan — «огненный змей»). Имя меняется на «Смауг» только в процессе пересмотра первой главы во время «второй фазы» написания «Хоббита». Толкин затем исправил все остальные упоминания имени дракона.
Автор долгое время не мог определиться с судьбой Смауга. В одном из черновиков предполагается, что дракон был убит во сне Бильбо Бэггинсом, но в более поздней записи Толкин остановился на его гибели во время битвы за Озеро. В этом же тексте впервые упоминается золотисто-красный цвет Смауга.
Толкин сделал многочисленные карандашные наброски и два детальных изображения Смауга. Последними были нарисованный чернилами и акварелью рисунок, названный «Разговор со Смаугом» (англ. Conversation with Smaug), и грубый набросок карандашом и чернилами, названный «Смерть Смауга» (англ. Death of Smaug). Хотя в оригинальном издании «Хоббита» оба рисунка отсутствовали, спустя некоторое время они появились в последующих изданиях, при этом чаще всего использовался «Разговор со Смаугом». «Смерть Смауга» была использована для обложки британского издания «Хоббита» 1966 года.

## Литературная критика

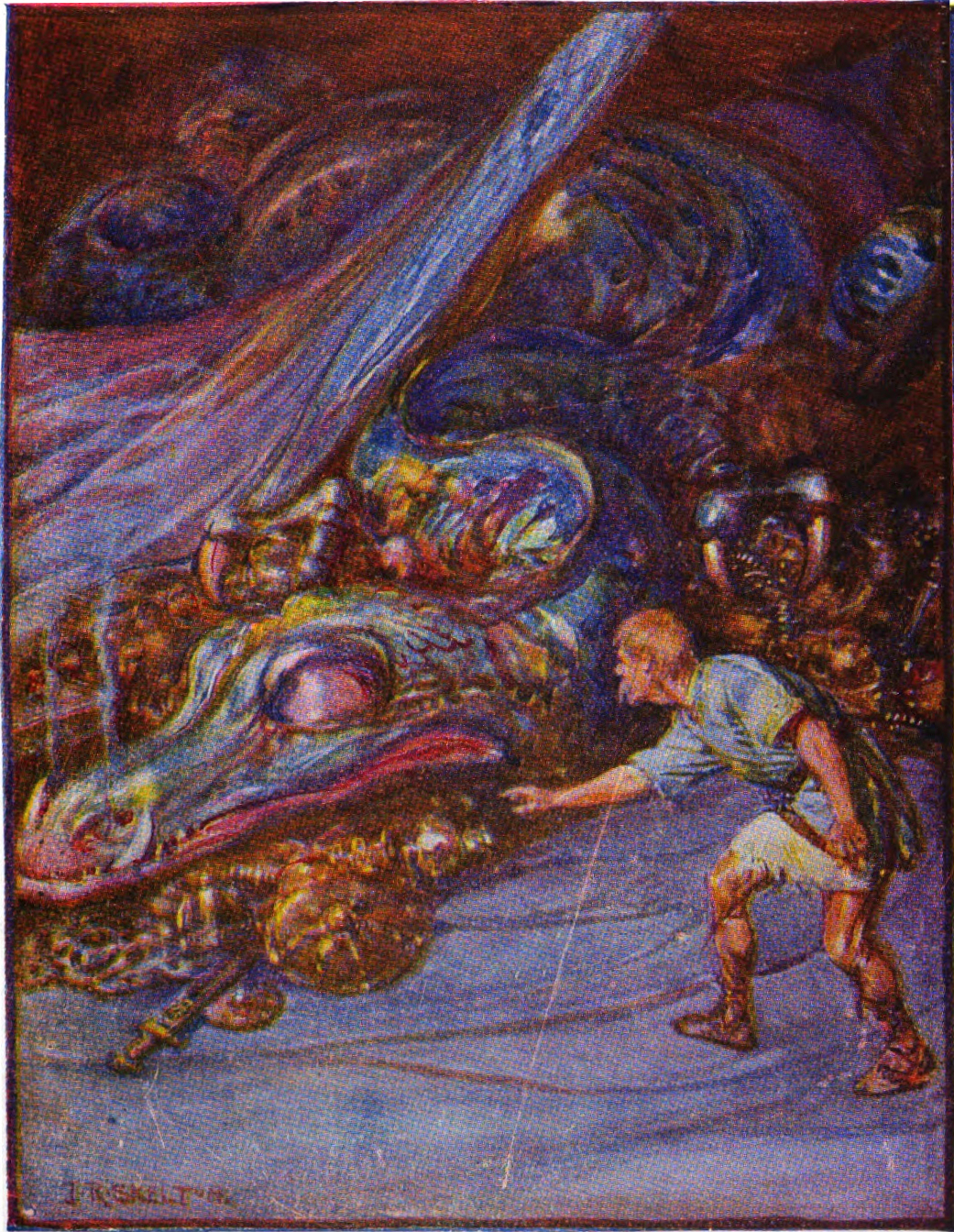
Эпизод «Хоббита», в котором Бильбо похищает чашу из логова дракона, перекликается с «Беовульфом»

Образ Смауга связан с драконами из скандинавской мифологии и древнеанглийской литературы. Дуглас Андерсон обращает внимание на то, что он умирает после ранения в нижнюю часть тела, подобно Фафниру из «Саги о Вёльсунгах» и дракону из «Беовульфа». Разговор Бильбо и Смауга напоминает диалог Сигурда с Фафниром: как и Сигурд, Бильбо отказывается назвать своё настоящее имя, рассказывая о себе загадками, а оба дракона пытаются вызвать у собеседника недоверие к его товарищам. В радиоинтервью 1965 года Толкин подтвердил сходство Смауга с драконом из саги, но заметил, что «Фафнир был человеком или гуманоидным существом, который принял эту форму, тогда как Смауг является лишь умной ящерицей».
Связь с «Беовульфом» прослеживается в эпизоде, когда Бильбо крадёт чашу из горы сокровищ Смауга, что непосредственно напоминает подобный пассаж «Беовульфа». Когда Толкина спросили об этом, он ответил:

Одним из самых ценных для меня источников является «Беовульф»; хотя я вряд ли сознательно вспоминал о нём в процессе работы над книгой, в которой эпизод с похищением вытекает из сложившихся обстоятельств вполне естественно (и почти неизбежно). Трудно на этом этапе придумать какой-то иной поворот сюжета. Полагаю, автор «Беовульфа» сказал бы то же самое.— Карпентер, Х. Письмо № 257. Редактору газеты «Обсервер» // Джон Рональд Руэл Толкин. Письма / Под ред. С. Таскаевой; пер. с англ. С. Лихачевой
С 1925 по 1945 годы Толкин являлся профессором англосаксонского языка в Оксфордском университете и был известным специалистом по «Беовульфу» — этой поэме он посвятил лекцию в Британской академии в 1936 году. Многие черты и поведение Смауга происходят напрямую от дракона из «Беовульфа»: огромный возраст, золото, на котором он возлежит, нарушение покоя вором и жестокая атака с неба в качестве мести. В «Хоббите» Толкин осуществляет на практике некоторые литературные теории, которые он развил вокруг образа дракона в англосаксонской поэме: дракон наделяется отчётливой индивидуальностью, чтобы он не выглядел исключительно символическим «воплощением злобы, алчности, разрушения».
Толкин писал, что ярость Смауга схожа с той, которую «испытывают лишь купающиеся в роскоши богачи, если у них внезапно пропадёт вещь, которой они обладают давно, но которая не понадобилась им ни разу в жизни». Томас Шиппи отмечает, что алчность Смауга отражается через «морок» (англ. bewilderment) — отрицательное влияние, которое драконьи сокровища оказали на гномов. Идея про́клятого сокровища, которое вызывает алчность («драконовую болезнь») у тех, кто захочет им обладать, также встречается в «Беовульфе».
Несмотря на интеллект Смауга, он далеко уступает Некроманту, и различие между этими персонажами напоминает различие между лёгкостью «Хоббита» и серьёзностью его продолжения, «Властелина Колец». Если сравнивать Смауга с другим драконом из легендариума Толкина, Глаурунгом, то Смауг «столь же опасен и так же способен опустошать местность», но не обладает тем же величием. Главное его отличие от Глаурунга — свобода действий. В противоположность Глаурунгу, который зависит от Моргота, Смауг является «свободным существом», которое никому не подчиняется. Это обстоятельство, а также характер персонажа приближают его к Белому Дракону с Луны из сказки Толкина «Роверандом». По мнению Дугласа Андерсона, разговор Бильбо со Смаугом в некоторой степени походит на встречу Эрнеста с гигантской жабой в рассказе «Эрнест» английского писателя Эдварда Нэтчбулл-Хьюджессена, опубликованном в 1869 году.
Смауг, убеждающий Бильбо в неискренности намерений гномов, напоминает змея, искушающего Адама и Еву в Эдеме. Бильбо фактически соглашается с доводами дракона, присваивая Аркенстон в качестве своей доли сокровищ. Рассказ дракона о своём могуществе («моя броня вдесятеро крепче щитов, мои зубы — мечи, когти — копья, удар хвоста подобен удару молнии, крылья несут с быстротой урагана, моё дыхание — смерть!») и эпизод его нападения на Озёрный Город сравнивают с описанием Левиафана — морского чудовища, о котором рассказано в Книге Иова. Дракона Смауга и его запасы золота можно рассматривать как отражение традиционной связи между злом и металлургией, как это показано в описании Пандемония из «Потерянного рая» Джона Мильтона.

## Образ Смауга в адаптациях

Дракон Смауг в исполнении Бенедикта Камбербэтча в фильме «Хоббит: Пустошь Смауга»

Смауг появляется на изображениях различных художников. Иллюстрации Алана Ли, изображающие дракона, присутствуют во многих изданиях «Хоббита». В первом издании повести на русском языке дракон изображён Михаилом Беломлинским. Несколько рисунков выполнены Джоном Хау, в том числе «Смауг Золотой», который использовался на обложках «Хоббита», и «Смауг уничтожает Озёрный Город», опубликованный в календаре Толкина 1988 года. Канадский художник Тед Несмит создал изображения «Разговор со Смаугом», «Обыск Горы» и «Смауг Разрушитель».
В экранизации книги «Хоббит» режиссёра Питера Джексона 2012—2014 годов образ дракона создал английский актёр Бенедикт Камбербэтч с помощью технологии «захвата движения и мимики» и озвучивания персонажа. Камбербэтч выполнял движения Смауга и озвучивал его в специальном костюме с датчиками и в шлеме с камерой, которая находилась перед лицом актёра и позволяла зафиксировать его мимику. У специалистов по визуальным эффектам не было возможности использовать цифровую модель движений актёра для управления скелетом или мышцами дракона, но игра Камбербэтча оказала влияние на характер и поведение персонажа. Помимо захвата движений использовалась технология анимации по ключевым кадрам. Для максимально реалистичного отображения движений дракона компания Weta Digital применила программу собственной разработки «Tissue» (рус. ткань). Для того, чтобы сделать озвучивание Смауга более подходящим для дракона, к записи голоса актёра при помощи вокодера добавлялись звуки рычания аллигатора.
Если рассматривать драконов западной культуры, то он — архетип, на котором основаны все современные драконы фэнтези. Все художники в Weta это осознавали, когда начинали свои первые попытки создать его внешний вид. В течение прошлых лет мы видели на экране много великих драконов, но я лично считаю, что многие из них обязаны многими своими чертами тому, каким Толкин описал Смауга. Эти качества с тех пор повлияли на эволюцию большинства драконов западной культуры.
Создатели кинотрилогии «Хоббит» считали реализацию дракона сложной задачей, так как он является очень известным литературным персонажем, и в экранизации необходимо было оправдать ожидания зрителей. Смауг Толкина является образцом для драконов в современном искусстве, поэтому он не должен был напоминать других драконов из фильмов. Предполагалось, что он должен был превосходить их. Художниками и дизайнерами было создано множество разнообразных концептов Смауга. Некоторые из них были далеки от традиционного представления о драконах, например, один из вариантов был основан на акуле-молот. В процессе работы над дизайном персонажа было решено, что его внешность должна в большей степени соответствовать классическому образу дракона. Был предложен вариант, основанный на комодском варане, однако в итоге от него отказались. Окончательная концепция дракона основана на дизайне существа с шеей и головой змеевидной формы, которое представляло собой «своего рода странную смесь между крокодилом и змеёй». Этот образ продолжал развиваться, сформировав окончательный облик дракона в экранизации. В отличие от книги, в фильмах размер Смауга гораздо больше — длина дракона сопоставима с двумя самолётами Boeing 747, что составляет около 141,2 метра. По словам руководителя компании Weta Digital Джо Леттери, в дизайне Смауга он использовал классические европейские и азиатские представления о драконах.
Дракон во втором фильме получил преимущественно положительные отзывы критиков. Его образ отнесли к наиболее удачным элементам фильма — даже авторы негативных рецензий нередко положительно отзывались о Смауге. Некоторые обозреватели назвали его лучшим драконом в истории кино. По мнению Анны Елисеевой из газеты «Аргументы и факты», он «наверняка станет образцом для копирования и эталоном кинодракона». Рене Родригес из Miami.com считает, что визуально дракон выглядит замечательно, но является недостаточно устрашающим и благодаря продолжительным диалогам становится похожим на «всех злодеев из фильмов о Джеймсе Бонде и Докторе Зло в одном лице». Уэсли Моррис, рецензент сайта Grantland, высказал мнение, что Смауг в фильме «лишён понятийной манипуляции, которая в книге, как известно, делала его опасным. Здесь он — просто предлог для демонстрации полётов и огненного дыхания. Каким образом, при таких размерах и со всем этим пламенем, Смауг умудряется не испепелить никого из гномов, остаётся тайной». Положительные отзывы получило озвучивание дракона в исполнении Бенедикта Камбербэтча. По мнению Тодда Маккарти, критика журнала The Hollywood Reporter, изменение голоса Камбербэтча с помощью звуковых эффектов не даёт возможности получить «чистое удовольствие от угрожающих интонаций актёра».
Лиам Лэйси из газеты Globe and Mail положительно отозвался о сцене разговора хоббита с драконом и отметил, что в пещере, наполненной сокровищами, отображается развитая автором повести тема, согласно которой «алчность — ловушка, неотличимая от темницы». Иэн Бакуолтер из National Public Radio назвал эпизод разговора со Смаугом лучшим в фильме и сравнил его со сценой «Загадки в темноте» с участием Голлума в первом фильма трилогии. По мнению кинокритика Питера Трэверса, диалоги между Бильбо и драконом «наполняют этот раздутый 3D фильм чувством характера и цели».

## Отражение в культуре

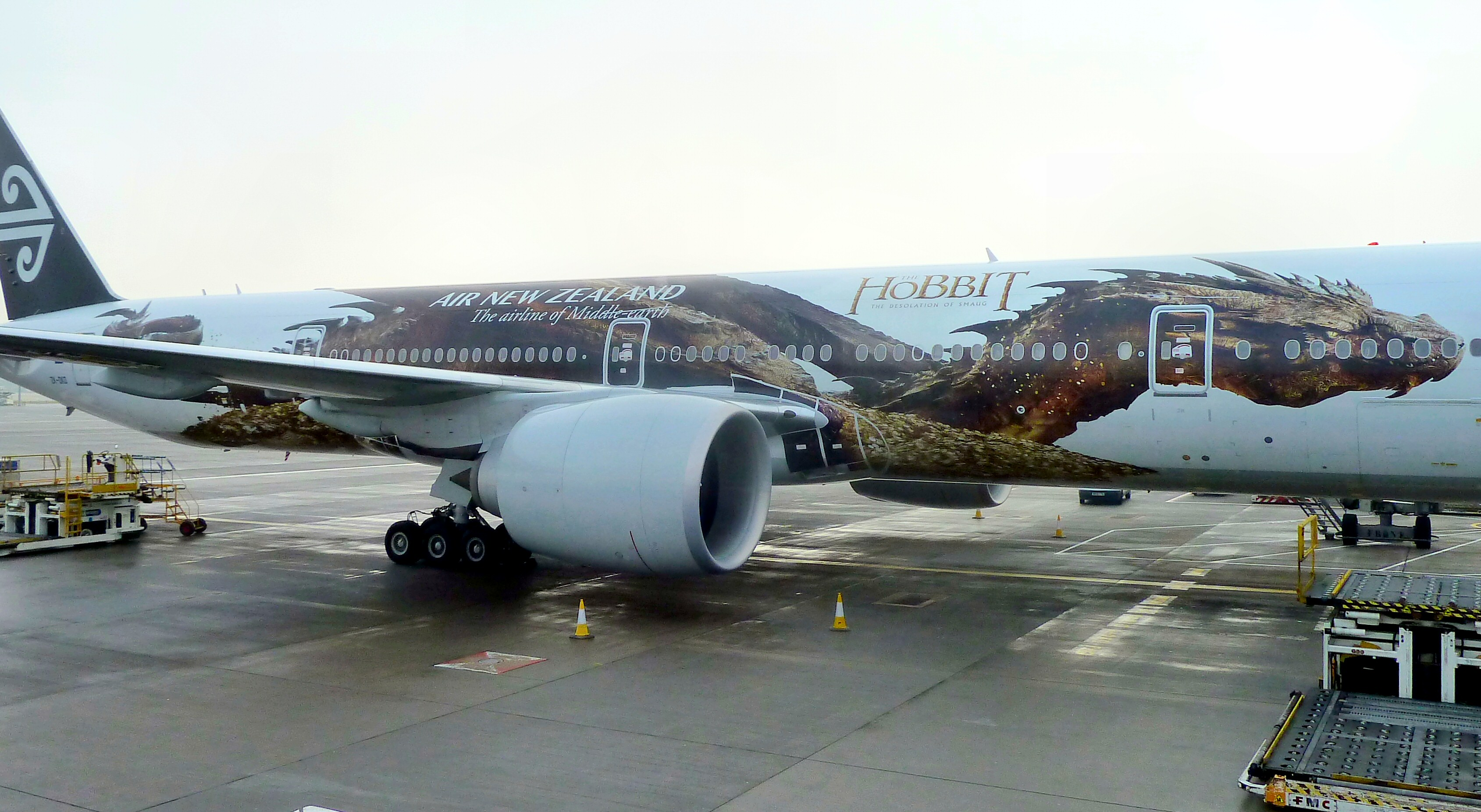
Изображение Смауга на самолёте Boeing 777

Драконы из произведений Толкина являются классическими для жанра фэнтези — в них сведены воедино главные особенности мифологических драконов. Смауг оказал значительное влияние на представление о драконах в литературе. По словам Тома Шиппи, «Толкин показал нам путь к драконам эпохи „после Толкина“ — их множество».
Смауг занял седьмое место в списке самых богатых вымышленных персонажей, составленном журналом Forbes в 2011 году. Его состояние оценили в 8,6 миллиарда долларов. В 2012 году он занял первое место с 62 миллиардами, но в 2013 году опустился на второе место с сокровищами на 54,1 миллиарда долларов. Смауг, озвученный Бенедиктом Камбербэтчем, появился в американской телевизионной программе «Отчёт Кольбера», показанной 11 декабря 2014 года. В связи с премьерой фильма «Хоббит: Пустошь Смауга» 54-метровое изображение дракона разместили на борту самолёта Boeing 777-300, принадлежащего авиакомпании «Air New Zealand».
В честь Смауга назван выделенный в 2011 году род африканских ящериц-поясохвостов. Имя дракона ящерицы получили из-за того, что они покрыты прочной бронёй и живут под землёй. Ареалом их обитания является Южно-Африканская Республика, на территории которой родился Дж. Р. Р. Толкин.